# Epitherina bahmana
Epitherina bahmana là một loài bướm đêm trong họ Geometridae.